# Marjolaine Deschênes
Pour les articles homonymes, voir Deschênes.
Marjolaine Deschênes, née en 1975 au Québec, est écrivaine, enseignante et chercheure québécoise,.

## Biographie
Écrivaine, enseignante et chercheure, Marjolaine Deschênes est titulaire d'un baccalauréat et d'une maîtrise en philosophie (Université du Québec à Trois-Rivières) et d'un doctorat en littératures de langue française (Université de Montréal),. Elle a aussi réalisé un postdoctorat conjointement à l'École des hautes études en sciences sociales (EHESS) et au Fonds Ricoeur.
Elle est l'auteure de plusieurs livres de poésie: L'Eau d'Ensor (Éditions d'art Le Sabord, 2002), Exosphère (Éditions d'art Le Sabord, 2004), L'étreinte ne sera plus fugace (Éditions David, 2007) et Comme autant de haches (Éditions du Noroît, 2013). Elle a aussi publié le roman Fleurs au fusil (La Peuplade, 2013),,,.
Marjolaine Deschênes signe plusieurs textes dans des revues littéraires (Art le Sabord, Brèves littéraires, Exit, Moebius, Zinc) ainsi que dans les collectifs Mille mots d’amour et La poésie prend le métro et le bus – « La joie ».
Boursière de plusieurs organismes entre 2004 et 2014, notamment du Conseil de recherches en sciences humaines du Canada (2004; 2006-2009; 2014-2016), du Conseil des arts et des lettres du Québec (2010; 2012) et du Conseil des Arts du Canada (2012), elle remporte le Prix littéraire Clément-Morin (2004) pour son recueil de poésie Exosphère. Elle est aussi finaliste du Prix littéraires Radio-Canada (2008) pour sa nouvelle Ta vie est un incendie,.
Marjolaine Deschênes est membre de l’Union des écrivaines et des écrivains québécois.

## Œuvres
(octobre 2021).

### Roman
- Marjolaine Deschênes, Fleurs au fusil, Chicoutimi, La Peuplade, 2013 (ISBN 9782923530611, 9782923530666 et 9782923530659), p. 160.

### Livres de poésie
- Marjolaine Deschênes, L'Eau d'Ensor, Trois-Rivières, Éditions d'art Le Sabord, collection Rectoverso, 2002 (ISBN 2-922685-24-1), p. 64.
- Marjolaine Deschênes, Exosphère, Trois-Rivières, Éditions d'art Le Sabord, Collection Rectoverso, 2004 (ISBN 2-922685-33-0), p. 69.
- Marjolaine Deschênes, L'étreinte ne sera plus fugace, Ottawa, Éditions David, Collection Voix intérieures, 2007 (ISBN 978-2-89597-082-8), p. 85.
- Marjolaine Deschênes, Comme autant de haches, Montréal, Éditions du Noroît, 2013 (ISBN 9782890188075), p. 79.

### Publications en revues et collectifs littéraires
- Marjolaine Deschênes, poème sans titre, EXIT 25, 2001, p. 11-13.
- Marjolaine Deschênes, Dans la naissance de lire (suite poétique), Art le Sabord 71, 2005, p. 32-35.
- Marjolaine Deschênes, Poème sans titre, dans La poésie prend le métro, tome « La joie », Montréal, Adage – Danielle Shelton, 2005, p. 89.  (ISBN 2-921956-36-5)
- Marjolaine Deschênes, Lettre poétique sans titre , dans Mille mots d'amour, coffret, Montréal, Éditions Les Impatients, 2005, n.p.  (ISBN 978-2-9807828-6-2 et 2-9807828-6-6)
- Marjolaine Deschênes, poème sans titre,  Art le Sabord 79, 2008, p. 6-10.
- Marjolaine Deschênes, Voir double (poème), Art le Sabord 80, 2008, p. 19.
- Marjolaine Deschênes, Dans la forêt (prose poétique), Art le Sabord 82, 2009, p. 32.
- Marjolaine Deschênes, Ta vie est un incendie, (récit), Art le Sabord 84, 2009, p. 9-12.
- Marjolaine Deschênes, La shed argentée (opuscule inséré dans la revue), Art le Sabord 87, 2010, n.p.
- Marjolaine Deschênes, Fleure (nouvelle), Art le Sabord 88, 2011, p. 10-12.
- Marjolaine Deschênes, Haches (suite poétique), Brèves littéraires 83, 2011, p. 90-93.
- Marjolaine Deschênes et Alexandre Châteauneuf, La rue aux Cinq Diamants (lettres poétiques), Mœbius 148, 2016, p. 27-33.
- Marjolaine Deschênes et Olivier Gamelin, Portrait avec superbe. Correspondance entre Minette et Follain (lettres poétiques), Zinc 39, 2016, p. 21-30.

### Direction littéraire
- Marjolaine Deschênes, éditorial, Art le Sabord 88, thématique « Métamorphose », mai 2011, p. 3.
- Marjolaine Deschênes, éditorial, Art le Sabord 89, thématique « Dégénérescence », octobre 2011, p. 3.

### Direction de publications savantes
- Serge Cantin et Marjolaine Deschênes, dir., Nos vérités sont-elles pertinentes ? L'œuvre de Fernand Dumont en perspective, Québec, Presses de l'Université Laval, 2009, p. 367.  (ISBN 9781441605085, 1441605088, 2763788122 et 9782763788128).
- Marjolaine Deschênes, « Éthiques et philosophies politiques du care, du soin et de la sollicitude. Perspectives ricoeuriennes et féministes : introduction », dans Les Ateliers de l'éthique/The Ethics Forum, 2015, p. 4-12.

### Articles et chapitres de livres savants
- Marjolaine Deschênes, La distance des poèmes : blessures au flanc de la mémoire, dans Serge Cantin et Marjolaine Deschênes, dir., Nos vérités sont-elles pertinentes? L’œuvre de Fernand Dumont en perspective, Sainte-Foy, Presses universitaires de l’Université Laval, 2009, p. 301-313.  (ISBN 9781441605085, 1441605088, 2763788122 et 9782763788128)
- Marjolaine Deschênes, Penser la création littéraire avec Paul Ricœur , dans Micheline Cambron, dir., L’héritage littéraire de Paul Ricœur, Fabula/Les colloques, 2013, n.p.
- Marjolaine Deschênes, Ricœur et Butler. Lumières sur le débat sexe/genre, à travers le prisme de l’identité narrative, dans Études Ricœuriennes/Ricoeur Studies 4.1, 2013, p. 113-129.
- Marjolaine Deschênes, L’attention aux récits sur soi. Paul Ricœur et Carol Gilligan autour du tragique freudien, dans Logoi.ph 1.2, 2015, p. 322-338.
- Marjolaine Deschênes, Les ressources du récit chez Carol Gilligan et Paul Ricœur : peut-on penser une littérature care?, dans Sophie Bourgault et Julie Perreault, dir., Le care. Éthique féministe actuelle, Montréal, Les Éditions du remue-ménage, 2015, p. 207-227.  (ISBN 9782890915312, 9782890915329 et 9782890915336)
- Marjolaine Deschênes et Alice Lancelle, Francesco Paolo Adorno, Faut-il se soucier du care?. Étude critique, dans Les Ateliers de l’éthique/The Ethics Forum 10.3, 2015, p. 168-190.
- Marjolaine Deschênes, Diagnostiquer le discours sur le care comme symptôme d’une culture désenchantée, dans Les Ateliers de l’éthique/The Ethics Forum 10.3, 2015, p. 66-100.
- Marjolaine Deschênes, Paul Ricoeur and Judith Butler on the Reference and the Renewal of Discourses, dans Halsema, Annemie et Fernanda Henriques, dir., Feminist Explorations of Paul Ricoeur’s Philosophy, New York, Lexington Books/Rowman & Littlefield, coll. « Studies in the Thought of Paul Ricoeur », Greg S. Johnson et Dan R. Stiver, éd., 2016, p. 121-14.
- Marjolaine Deschênes, Filiation, corps, sexe et genre dans le parcours ricœurien de la reconnaissance-identité, Symposium. Revue canadienne de philosophie continentale, 2016, 20.2 : 64-91.
- Marjolaine Deschênes, Constater le dépouillement. Éclore, reconstruire, dans Audrey Lasserre et Jean-Louis Jeannelle, Se réorienter dans la pensée : femmes, philosophie et arts, autour de Michèle Le Dœuff, Montréal, Presses universitaires de Rennes, coll. « Archives du féminisme », 2020, p. 211-220.
- Marjolaine Deschênes, Avec Paul Ricœur et les féministes du care : élargir la capacité de (se) raconter. Essai sur le cas Robert Lepage et la fragilité du soi, dans Kateri Lemmens et Normand Baillargeon, Le savoir de la littérature, Montréal, Leméac, 2019, p. 153-175.  (ISBN 9782760912366)

## Prix et honneurs
- 2004 : Lauréate du Prix littéraire Clément-Morin (Pour Exosphère)[10]
- 2008 : Finaliste du Prix littéraires Radio-Canada (Pour Ta vie est un incendie)[8]